# 宗次エンジェルヴァイオリンコンクール
宗次エンジェルヴァイオリンコンクール（むねつぐエンジェルヴァイオリンコンクール）は、宗次ホールが2年に1度、主催する音楽に関する賞。25歳以下の若手ヴァイオリニストが対象で、上位入賞者にはヴァイオリンの無償貸与の他、入賞者は各種助成が受けられる。

## 優勝者
- 第1回 (2007年)　長尾春花
- 第2回 (2009年)　富井ちえり
- 第3回 (2011年)　キム・ダミ
- 第4回 (2013年)　チャン・ユジン
- 第5回 (2015年)　フランシスコ・ガルシア・フラナ
- 第6回 (2017年)　キム・ギェヒ

## 審査員

### 審査委員長
- シュロモ・ミンツ（第1～6回）[1][2][3][4][5][6]

### 審査委員
- ジュラール・プーレ（第1・5回）[1][5]
- 久合田緑（第1回）[1]
- 中澤きみ子（第1～6回）[1][2][3][4][5][6]
- 澤和樹（第1～4回）[1][2][3][4]
- ジョージ・パウク（第2回）[2]
- ソンシク・ヤン（第2～4回）[2][3][4]
- ジュリア・イゴニーナ（第2回）[2]
- 原田幸一郎（第2～3回・第6回）[2][3][6]
- ヴェラ・ツー・ウェイ・リン（第3回）[3]
- フェリックス・アーヨ（第3～6回）[3][4][5][6]
- チャイ・リャン（第4回）[4]
- 小栗まち絵（第4～6回）[4][5][6]
- ドンスク・カン（第5回）[5]
- 清水高師（第5回）[5]
- ピエール・アモイヤル（第6回）[6]